# Мигго
Мигго (др.-евр. רגו‬ или др.-евр. מיגו‬) — в иудаизме арамейское слово, образовавшееся из соединения двух слов: «min» и «go» (מן - גו‬), и означающее «из того, что…; на основании того, что…» (лат. ex eo, quod); встречается в вавилонском Талмуде, а в иерусалимском Талмуде оно заменяется еврейским словом ме-ахер (מאחד‬; так как…). В качестве особого термина «мигго» означает предположение о справедливости утверждения какого-либо лица на основании того, что это лицо, если бы оно было недобросовестным, могло бы воспользоваться для своей цели другим, лучшим утверждением .
Выражение «ответчик A или истец Β имеет мигго» означает, что возражение ответчика или требование истца следует предполагать правдивым, ибо ответчик или истец мог выставить лучшее возражение (или — лучшее основание для своего требования). Таким образом, Мигго есть «юридическая презумпция», в основе которой лежит заключение добросовестности данного лица. Логический характер этой презумпции указывается самим её названием (логический вывод «из того, что»). Поэтому Мигго занимает среднее место между юридической презумпцией в узком смысле слова (опирающейся на какой-либо факт) и законным доказательством (как логическим умозаключением из фактов). Понятие такого рода логической презумпции совершенно чуждо римскому (и современному) праву, которое строго ограничивается фактическими данными, содержащимися в требованиях истца и возражениях ответчика.
В Мишне таковой термин ещё не существует, и его заменяет выражение הפה שאסד הוא הפה שהתיד‬, «уста, связавшие, сами же развязали», то есть человек, признавший невыгодный обязывающий факт, сам уничтожил силу невыгодного факта.